# Syrisch-Katholieke Kerk
De Syrisch-katholieke Kerk (Syrisch:ʿĪṯo Suryayṯo Qaṯolīqayṯo, ܥܕܬܐ ܣܘܪܝܝܬܐ ܩܬܘܠܝܩܝܬܐ),is een Oosters-katholieke christelijke jurisdictie afkomstig uit de Levant, die gebruikmaakt van de West-Syrische ritus en veel gebruiken en rituelen deelt met de Syrisch-orthodoxe Kerk. Als een van de drieëntwintig Oosters-katholieke kerken is de Syrisch-katholieke Kerk een zelfstandig bestuurde sui iuris particuliere kerk, terwijl zij in volledige communie staat met de Heilige Stoel en de gehele Katholieke Kerk.
De Syrisch-katholieke Kerk voert haar geschiedenis en tradities terug tot de vroege eeuwen van het christendom. Na het concilie van Chalcedon kwam de Kerk van Antiochië onder de Oriëntaals-orthodoxe kerken te vallen en werd zij bekend als de Syrisch-orthodoxe Kerk, terwijl door kerken die het concilie accepteerden een nieuwe patriarchale lijn werd opgericht. De Syrisch-katholieke Kerk kwam uiteindelijk in volledige communie met de Heilige Stoel, terwijl de moderne Syrisch-orthodoxe Kerk het resultaat is van hen die geen aansluiting wilden bij de Katholieke Kerk. Daarom wordt de Syrisch-katholieke Kerk door sommigen gezien als een voortzetting van de oorspronkelijke Kerk van Antiochië.
De kerk wordt geleid door Mor Ignatius Joseph III Younan, die sinds 2009 patriarch is. De patriarch van Antiochië draagt de titel Patriarch van Antiochië en het gehele Oosten der Syriërs en heeft zijn zetel in Beiroet, Libanon.
Jezuïeten en kapucijnse missionarissen begonnen in 1626 onder de Syrisch-orthodoxen te werken in Aleppo. Zoveel van hen traden toe tot de communie met Rome dat, in 1662, toen het patriarchaat vacant was, de katholieke partij in staat was een eigen kandidaat, Andrew Akijan, tot patriarch van de Syrische Kerk te kiezen. Dit leidde tot een splitsing binnen de gemeenschap, en na de dood van Akijan in 1677 werden twee rivaliserende patriarchen gekozen, die de twee partijen vertegenwoordigden (één pro-katholiek, de ander anti-katholiek). Hoewel deze lijn van katholieke patriarchen in 1702 eindigde, koos de Syrisch-orthodoxe Heilige Synode in 1782 metropoliet Ignatius Michael III Jarweh van Aleppo tot patriarch. Kort na zijn intronisatie verklaarde hij zich katholiek en in eenheid met de paus van Rome. Sinds Jarweh is er sprake van een ononderbroken opvolging van Syrisch-katholieke patriarchen.

## Koorbisschop
- 1963 - 2004: Prof. dr. J.P.M. van der Ploeg O.P., Nederlandse wetenschapper en koorbisschop van Amid van de Syrisch-Katholieke Kerk;
- 2023 - heden: Saadi Khuder, pastoor van de Syrisch-katholieke parochie Sint-Jan de Apostel te Arnhem.[6]